# Slowakei-Rundfahrt 1956
Das Etappenrennen Slowakei-Rundfahrt 1956 (slowakisch Okolo Slovenska) führte vom 22. bis 29. August über sieben Etappen. Es war die 3. Austragung des Etappenrennens Slowakei-Rundfahrt in der Tschechoslowakei. Gesamtsieger wurde Aurelio Cestari aus Italien. Die Rundfahrt war nur für Amateure offen.

## Teilnehmer
Zum ersten Mal war das Etappenrennen international besetzt. Mannschaften kamen neben dem Gastgeberland Tschechoslowakei aus der DDR, Belgien, Italien, Österreich, Schweden und Polen, dazu kamen einige tschechoslowakische Vereinsmannschaften. Die DDR startete mit den drei Fahrern Wolfgang Braune, Heinz Fiedler und Heinz Zimmermann.

## Rennen
Veranstalter war der tschechoslowakische Radsportverband (Český Svaz Cyklistiky). Die Gesamtdistanz betrug 1.185 Kilometer. Nach der 4. Etappe gab es einen Ruhetag. Eine Mannschaftswertung gab es nicht, dafür ein Klassement für den besten Bergfahrer.

## Etappen
Die Rundfahrt führte über insgesamt sieben Etappen ohne Einzelzeitfahren.

### 1. Etappe
Die erste Etappe führte über 158 Kilometer von Bratislava nach Nitra und endete mit einem Sieg des DDR-Fahrers Wolfgang Braune, der mit einem knappen Vorsprung von einer halben Minute ins Ziel kam.

### 2. Etappe
Die 2. Etappe war von Unwettern begleitet und führte von Nitra über eine Strecke von 143 Kilometer in den Zielort Zvolen. Dort setzte sich Jan Kubr mit geringem Vorsprung durch.

### 3. Etappe
Der Kurs der 3. Etappe führte von Zvolen auf einem bergreichen Terrain nach Kosice über 215 Kilometer. Teilweise waren 900 Meter Höhenunterschied zu überwinden. Erneut siegte Kubr nach Alleinfahrt mit mehr als drei Minuten Vorsprung und übernahm das Führungstrikot. Bei einem Massensturz nach 20 Kilometern verloren die DDR-Fahrer bereits viel Zeit. Cestari übernahm das Bergtrikot nach mehreren gewonnenen Wertungen.

### 4. Etappe
Die 4. Etappe wurde von Kosice nach Presov absolviert und war 144 Kilometer lang. Der spätere Gesamtsieger Cestari gewann aus einer kleinen Spitzengruppe heraus.

### 5. Etappe
Die 5. Etappe wurde über 146 Kilometer von Prešov nach Pata gefahren. Bei extremer Hitze fiel die Vorentscheidung für den Gesamtsieg. Erneut gab es einen italienischen Erfolg durch Emiliozzi. Cestari wurde Zweiter und nahm seinen Konkurrenten sechs Minuten ab.

### 6. Etappe
Die 6. Etappe führte über eine Distanz von 158 Kilometern von Pata nach Žilina. Vlastimil Ruzicka errang für die einheimische Nationalmannschaft den Etappensieg nach einer Massenankunft.

### 7. Etappe
Die 7. Etappe wurde von Zilina nach Bratislava über 215 Kilometer gefahren. Vlastimil Ruzicka konnte seinen Erfolg vom Vortag im Sprint des Hauptfeldes wiederholen. Er siegte vor Cestari.

## Gesamtwertungen

### Einzel (Gelbes Trikot)
Im Endklassement siegte Cestari mit deutlichem Vorsprung vor seinem Landsmann Emiliozzi. Der drittplatzierte Amell hatte bereits mehr als fünfzehn Minuten Rückstand. Wolfgang Braune wurde als bester Fahrer aus der DDR als 6. klassiert, Fiedler wurde 15. und Zimmermann kam auf den 45. Rang.
| Platz | Name              | Mannschaft       | Zeit        |
| ----- | ----------------- | ---------------- | ----------- |
| 1.    | Aurelio Cestari   | Italien          | 31:29:00 h  |
| 2.    | Alberto Emiliozzi | Italien          | + 4:31 min  |
| 3.    | Karl-Magnus Amell | Schweden         | + 15:02 min |
| 4.    | Jan Kubr          | ČSSR             | + 19:11 min |
| 5.    | Jan Veselý        | ČSSR             | + 25:55 min |
| 6.    | Wolfgang Braune   | DDR              | + 27:06 min |
| 7.    | Aloïos Nachtigal  | ČSSR             | + 31:20 min |
| 8.    | Sture Kimby       | Schweden         | + 32:06 min |
| 9.    | Jozef Sels        | Belgien          | + 32:24 min |
| 10.   | Pavel Kovaru      | Inter Bratislava | + 33:29 min |

### Sonderwertungen
Die Bergwertung gewann Aurelio Cestari.